# 9M123 Khrizantema
Le 9M123 Khrizantema   (russe : Хризантема, nom de rapport OTAN AT-15 Springer) est un missile guidé antichar russe (ATGM),,. Le Khrizantema a été conçu pour faire face aux générations actuelles et futures de chars de combat principaux et peut également être utilisé pour engager des cibles aériennes lentes et volant à basse altitude comme des hélicoptères. Le missile 9M123 et son système de guidage associé forment le système de missile 9K123.

## Développement
Le missile antichar Khrizantema a été dévoilé en juillet 1996 par le bureau de conception technique Konstruktorskoye Byuro Mashynostroyenia (KB Mashinostroyeniya – KBM). Le développement du missile a commencé dans les années 1980 et a été conçu comme un système de missile polyvalent tout temps, capable de vaincre les unités blindées actuelles et futures équipées d'une protection blindée avancée, telle qu'un blindage réactif explosif (ERA). Khrizantema était envisagé pour remplacer divers types de missiles antichars restés en service dans l'armée russe, tels que le 9K114 Chtourm et le 9M120 Ataka-V. Le système est entré en service dans les forces armées russes en 2005.

## Description
Le missile 9M123 est supersonique et vole à une vitesse moyenne de 400 m/s ou Mach 1,2 et a une portée comprise entre 400 et 6 000 m. La propulsion est réalisée via un moteur fusée à combustible solide avec deux échappements de chaque côté du missile. Les échappements décalés font tourner le missile pendant le vol. Le contrôle du guidage est assuré par deux gouvernes escamotables à l'arrière du missile. Quatre surfaces supplémentaires, juste devant les commandes, aident à stabiliser le missile en vol. Le Khrizantema est unique parmi les missiles guidés antichars russes car, selon la variante du missile, il peut être guidé soit par laser, ou par radar. L'unité radar utilise la bande d'ondes millimétriques et le système suit automatiquement la cible et guide le missile dans le faisceau radar. Cette forme de guidage est la conduite en ligne de visée (LOSBR) qui est une commande automatique vers la ligne de visée (ACLOS). Lorsqu'il est guidé à l'aide d'un laser, un faisceau continu est généré vers la cible et un capteur dans la section arrière permet au missile de diriger le faisceau laser vers la cible. Cette forme de guidage est le LOSBR qui est une commande semi-automatique en ligne de mire (acronyme SACLOS en anglais). Ce double système de guidage permet de tirer simultanément deux missiles sur deux cibles distinctes, l'un étant guidé par laser et l'autre par radar. Cela permet également de contrer les contremesures telles que les fumigènes qui protègent les véhicules des missiles à guidage laser. Chaque missile transporte une ogive antichar hautement explosive (acronyme HEAT en anglais) à charge tandem avec une pénétration signalée de 1 100 à 1 250 m/s de blindage homogène laminé (RHA) derrière un blindage réactif (ERA). Une ogive thermobarique peut être transportée pour attaquer des cibles à faible blindage, des fortifications et des groupes d'infanterie.

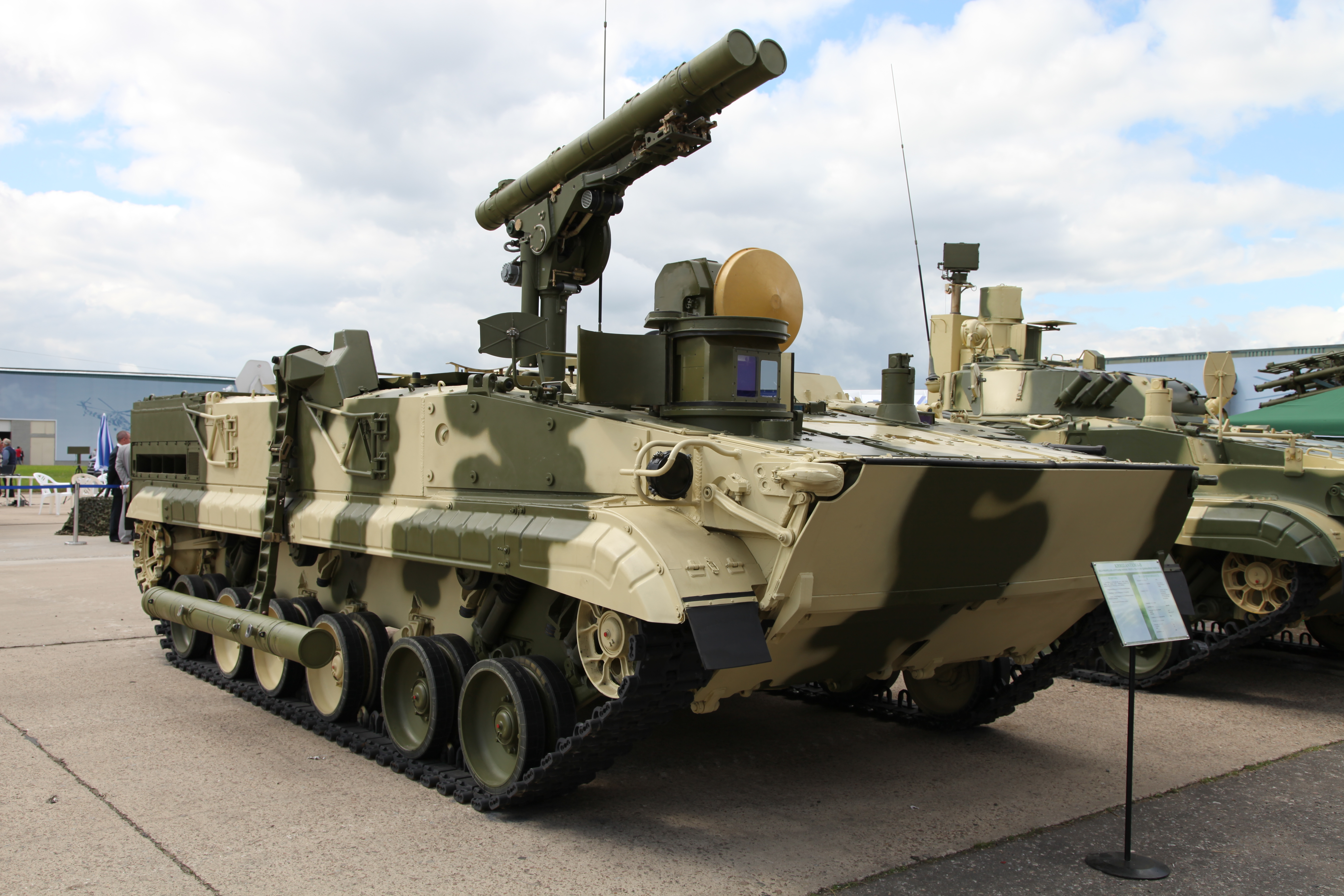
9P157-2 " Khrizantema-S " variante du BMP-3

Il est actuellement lancé depuis le chasseur de chars 9P157-2 Khrizantema-S, l'hélicoptère d'attaque Mi-28 Havoc, et très probablement dans un avenir proche depuis l'hélicoptère d'attaque Ka-52 Alligator. Le 9P157-2 Khrizantema-S est basé sur le châssis du blindé BMP-3. Le 9P157-2 transporte deux missiles prêts à tirer 9M123 sur des rails de lancement, qui sont déployés depuis une position repliée, le radar est également rangé pendant le transport. Les missiles sont rechargés automatiquement par le chasseur de chars à partir d'un magasin interne de 15 cartouches (les missiles sont stockés et transportés dans des bidons scellés) et peuvent également accepter des munitions chargées manuellement depuis l'extérieur du véhicule. Le constructeur affirme que trois chasseurs de chars 9P157-2 sont capables d'engager 14 chars d'attaque et de détruire au moins soixante pour cent de la force attaquante. Le double système de guidage assure la protection contre les contremesures électroniques et le fonctionnement dans toutes les conditions climatiques, de jour comme de nuit. Une protection NRBC est fournie pour l'équipage (artilleur et conducteur) de chaque 9P157-2 en plus d'une protection blindée complète équivalente au châssis BMP-3 standard et à l'équipement de retranchement.
Les essais d'une version modernisée se sont achevés en 2016. Un viseur IIR/TV avec un télémètre laser a été installé sur la version améliorée, ainsi qu'un système de contrôle radar modifié, un canal de faisceau laser accru, un ensemble d'équipements de gestion de combat automatisé et une ogive plus puissante pour le missile 9M123.

## Variantes
- 9M123 – Guidage laser avec ogive tandem HEAT
- 9M123-2 – Guidage radar avec ogive tandem HEAT
- 9M123F – Guidage laser avec ogive thermobarique
- 9M123F-2 – Guidage radar avec ogive thermobarique
- 9M123 Khrizantema-M - Version améliorée avec portée étendue et combinaison d'un radar à ondes et d'un guidage par faisceau laser[15]
- 9M123 Khrizantema-VM – Version air-sol pour hélicoptères[16]

## Opérateurs

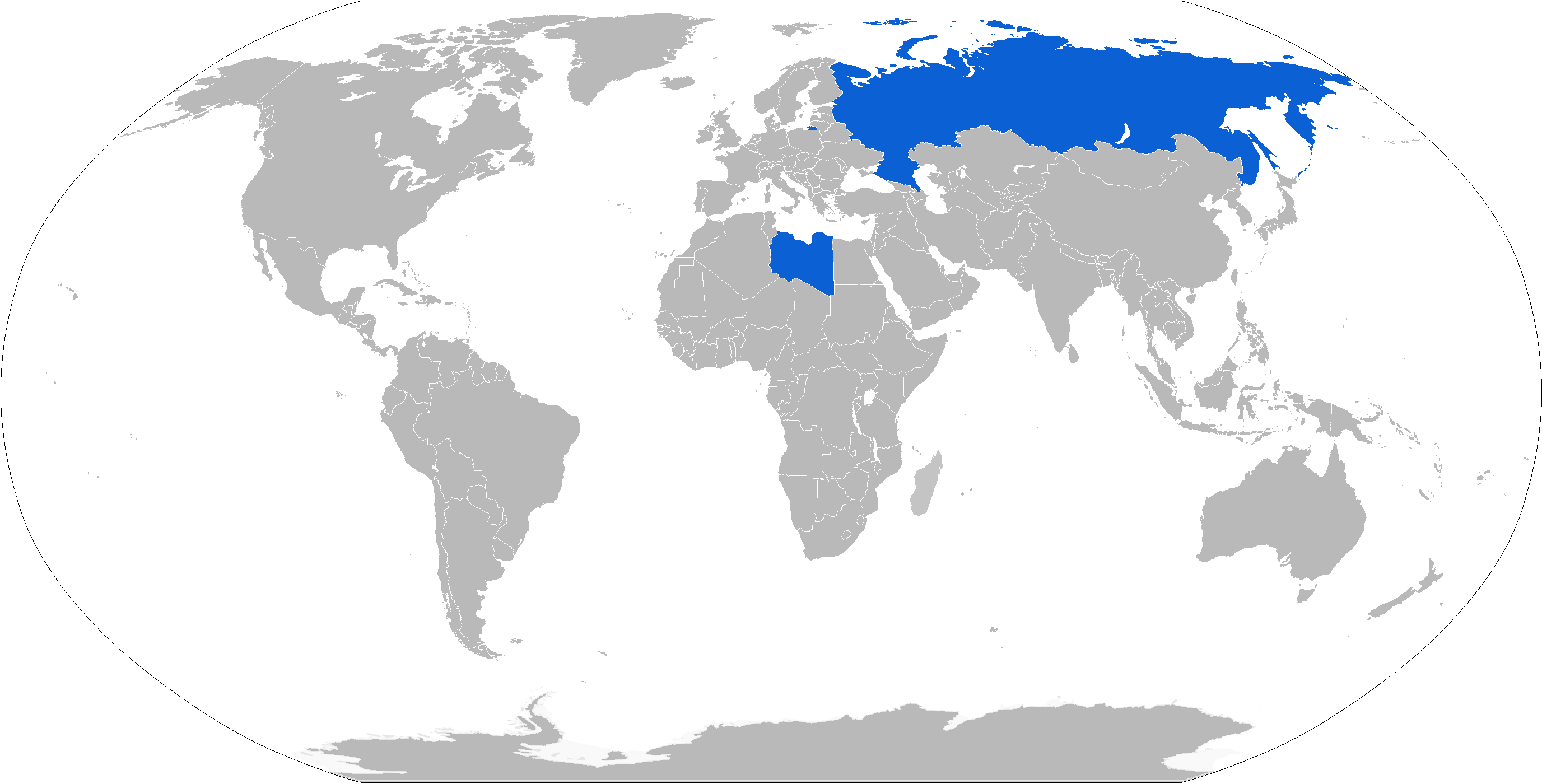
Carte avec les opérateurs 9M123 en bleu

### Opérateurs actuels
- Azerbaïdjan[17]
- Libye – 14 véhicules[18],[19]
- Russie – Environ 50 véhicules[20],[21]

## Voir également
- 9M133 Kornet
- AGM-114 Hellfire
- 9M120 Ataka
- 9K121 Vikhr
- 9K114 Chtourm
- PARS 3LR